# Cleopus elegans
Espèce
Cleopus elegans est une espèce d'insectes coléoptères de la famille des Curculionidae, de la sous-famille des Curculioninae et de la tribu des Cionini. Elle a été décrite la première fois à Volla, en Campanie, en Italie.

## Historique
L'espèce Cleopus elegans est décrite en 1834 par l'entomologiste Oronzio Gabriele Costa. 